# Die Verlobung des Monsieur Hire (Roman)
Die Verlobung des Monsieur Hire (französisch: Les Fiançailles de M. Hire) ist ein Roman des belgischen Schriftstellers Georges Simenon. Er entstand im Sommer 1932 in Marsilly, Charente-Maritime, und erschien im März 1933 bei Fayard als einer von Simenons ersten Non-Maigret-Romanen. Im Jahr 1978 veröffentlichte der Diogenes Verlag die erste deutsche Übersetzung von Linde Birk. 2020 schloss sich eine Neuübersetzung von Grete Osterwald im Kampa Verlag an. Der Roman wurde mehrfach verfilmt, unter anderem 1946 von Julien Duvivier als Panique und 1989 von Patrice Leconte als Monsieur Hire.
Als in Villejuif eine Prostituierte ermordet wird, fällt der Verdacht auf Monsieur Hire, einen Einzelgänger und Sonderling, der niemandem geheuer, geschweige denn sympathisch ist. Dass er zudem einem Dienstmädchen aus der Nachbarschaft hinterherspioniert, verstärkt den Argwohn gegen den Voyeur nur noch. Dennoch sucht die junge Frau den Kontakt zu ihrem Beobachter. 

## Inhalt

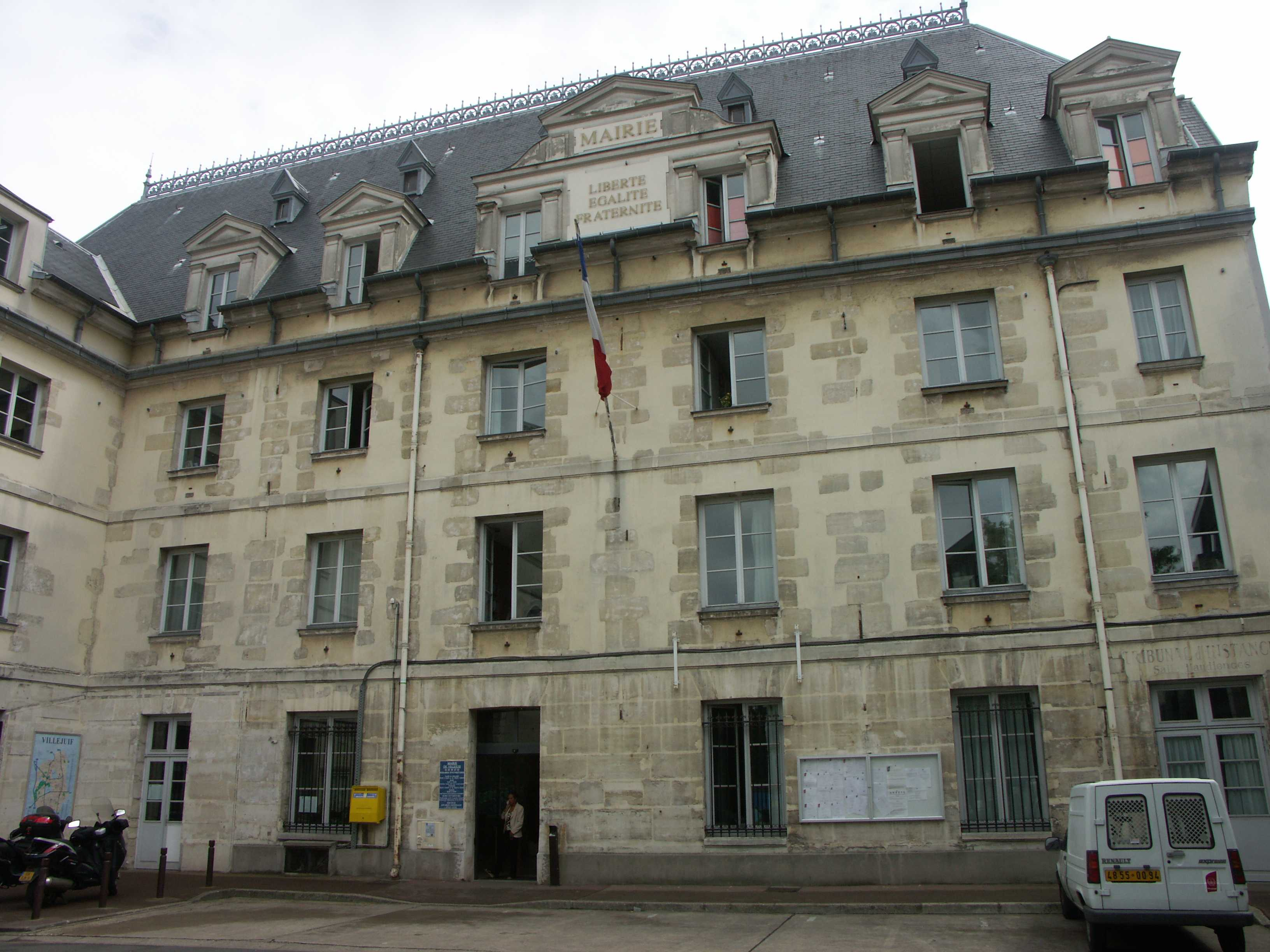
Rathaus von Villejuif

Im Pariser Vorort Villejuif wird eine Prostituierte ermordet und beraubt. Schnell fällt der Verdacht auf Monsieur Hire, den Sohn eines russisch-jüdischen Schneiders namens Hirovitch. Die Concierge lässt ihn in der Tatnacht spät ein und bemerkt Blut aus einer frischen Wunde am Kinn, die er mit einem Rasierunfall zu erklären versucht. Monsieur Hire ist ein Einzelgänger, der mit niemandem näher bekannt ist. Seine Korpulenz verleiht ihm ein weiches, abstoßendes Äußeres und einen hüpfenden, fast tänzelnden Gang. Fortwährend entschuldigt er sich aus Furcht, mit anderen Menschen zusammenzustoßen. Sein Geld verdient Hire durch kleine Betrügereien, wegen Verbreitung pornografischer Schriften ist er bereits bei der Sittenpolizei aktenkundig. In seinem einsamen, tristen Leben frönt er nur wenigen Leidenschaften: Er besucht regelmäßig ein Bordell, ist der umjubelte Meister eines Bowling Clubs, in dem er sich als hoher Polizeibeamter tarnt, und er beobachtet obsessiv eine junge Frau aus dem Nachbarhaus, das Dienstmädchen Alice.
Während Monsieur Hire durch die Polizeiüberwachung zunehmend eingeschüchtert wird und seine Verhaftung nur noch eine Frage der Zeit zu sein scheint, ergreift Alice überraschend die Initiative und macht Annäherungsversuche an ihren Voyeur, deren Dringlichkeit sich dieser nicht entziehen kann. Bei ihrem ersten Rendezvous wird der Grund ihres Verhaltens klar: Der gesuchte Raubmörder ist in Wahrheit ihr Freund Emile. In der Tatnacht hat er seine Freundin aufgesucht, um die Spuren abzuwaschen und die Handtasche des Opfers zu verstecken. Nachdem sich Alice Gewissheit verschafft hat, dass Hire dieses Ereignis verfolgt hat wie alles, was in ihrer Wohnung geschieht, bittet sie ihn verzweifelt, ihren Freund zu decken, der sie mit dem Tod bedrohe. Der verliebte Hire sichert ihr dies zu und glaubt nur zu bereitwillig, dass sie lediglich aus Furcht vor Emile weiterhin mit diesem ausgeht. Er schmiedet Pläne, wie er das Mädchen retten und gleichzeitig ihren Freund der Polizei ausliefern kann.

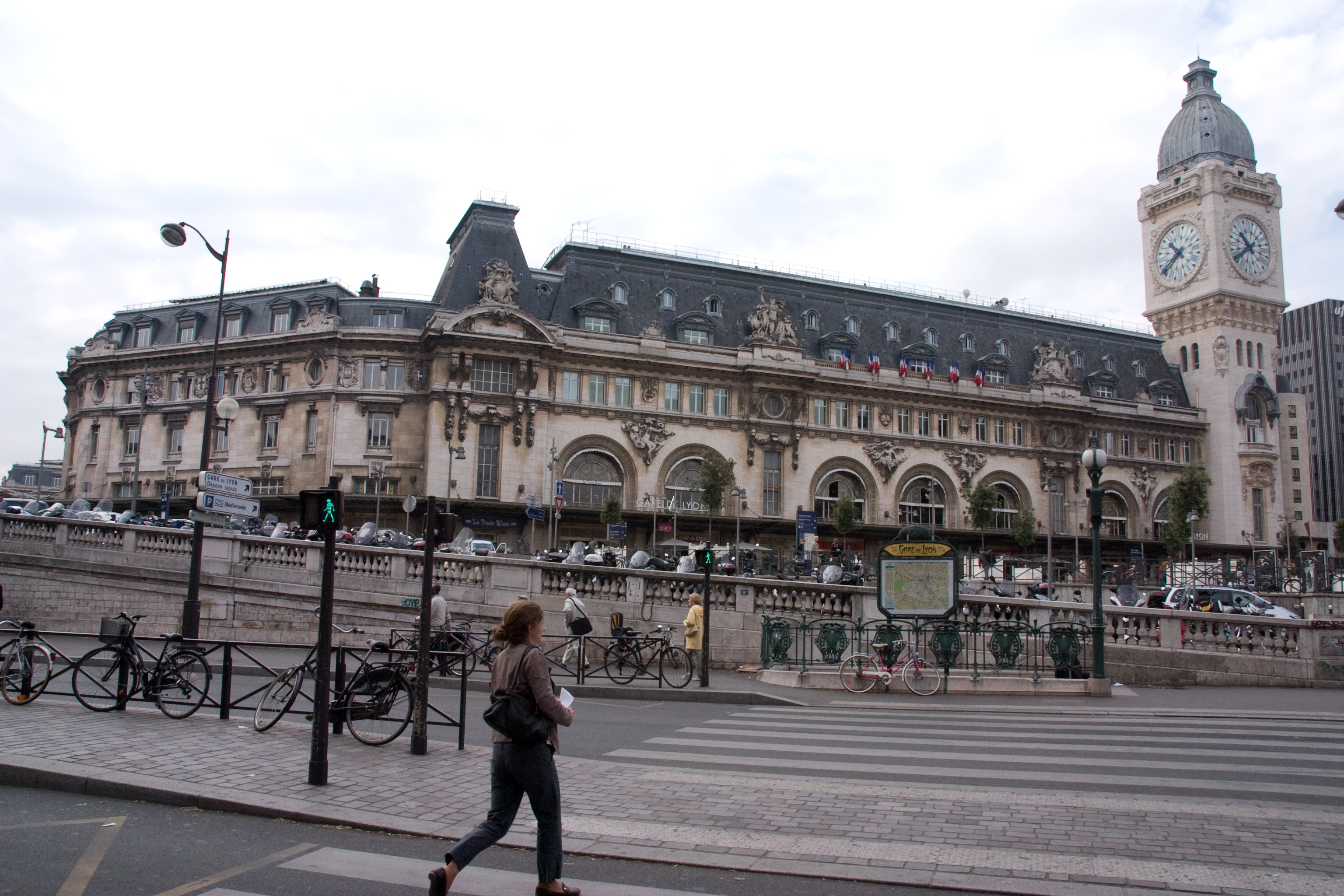
Gare de Lyon in Paris

Auf eigene Initiative wird Hire am Quai des Orfèvres bei der Pariser Kriminalpolizei vorstellig. Doch seine Hoffnung, mit Kommissar Godet aufrichtig „von Mann zu Mann“ reden zu können, zerschlägt sich schnell. Dieser behandelt den Einwanderer mit Verachtung und interessiert sich nicht für sein Dilemma, den Mörder nicht verraten zu dürfen, um Alice zu schützen. So sieht Hire nur die Möglichkeit, den größten Schritt seines bisherigen Lebens zu wagen: die gemeinsame Flucht mit Alice ins Ausland, um sich mit ihr zu verstecken, bis der Prozess vorüber ist. Er hofft, die junge Frau mit seinem Ersparnissen zu überzeugen und schickt ihr eine Fahrkarte nach Genf für den kommenden Morgen. In einem anonymen Brief an den Staatsanwalt verrät er den Namen des Mörders Emile. Erleichtert, sein bisheriges Leben hinter sich zu lassen, kehrt er nicht mehr in seine Wohnung zurück und treibt sich die Nacht in den Pariser Straßen herum, wo er eine Prostituierte mit Hinweis auf seine „Verlobung“ abweist.
Am nächsten Morgen wartet Hire am Gare de Lyon vergeblich auf Alice und kehrt als geschlagener Mann heim. Nachdem in seiner Wohnung die Handtasche des Opfers aufgetaucht ist, erwartet ihn dort bereits die Polizei. Die bevorstehende Verhaftung treibt die Menschen auf die Straße, und als Hire durch das Spalier geht, genügt eine falsche Bewegung, das Bücken nach seinem Hut, und der Mob stürzt sich auf den vermeintlichen Mörder, um ihn zu lynchen. Hire flüchtet, entkommt aufs Dach des Hauses, wo er ins Stolpern gerät, abrutscht und sich, von der Menschenmasse begafft, an der Zinkeinfassung der Dachkante festklammert. Just in dem Moment, als ihn endlich ein Retter zu bergen versucht, stirbt Hire an Herzversagen. Nach dem Tod seines einzigen Belastungszeugen wagt sich auch Emile aus dem Schatten. Nun, da sie keinen Nutzen mehr für ihn hat, weist er Alice großspurig zurück. Um sie herum nehmen die Menschen der Stadt ihr unterbrochenes Leben wieder auf.

## Hintergrund
Den Auftakt der Maigret-Reihe – Maigret und der verstorbene Monsieur Gallet und Maigret und der Gehängte von Saint-Pholien – veröffentlichte Simenon im Februar 1931 erstmals unter seinem eigenen Namen, nachdem er zuvor unter zahlreichen Pseudonymen Groschenromane geschrieben hatte. Trotz des Erfolgs der Reihe wollte er sich zu ernsthafter Literatur weiterentwickeln und schrieb nebenher Romane ohne seinen berühmten Kommissar. Die frühesten Versuche – Das Gasthaus im Elsaß und Der Passagier der Polarlys – waren dabei laut Simenons Biograf Patrick Marnham noch weitgehend im Genre des Kriminalromans verhaftet. Bis Juni 1933 folgten die ersten echten „romans durs“ („harten Romane“): Die Verlobung des Monsieur Hire, Tropenfieber und Das Haus am Kanal. Peter Nusser ordnet Die Verlobung des Monsieur Hire den „psychologisch orientierten Kriminalromanen“ zu, während ein zeitgenössischer Kritiker des Ami du peuple im Roman überhaupt keinen Krimi erkennt, „obgleich die Handlung um ein Verbrechen kreist“, sondern „eine bemerkenswert gut ausgearbeitete psychologische Studie“.
Die Schlussszene geht auf ein Erlebnis Simenons im Lüttich des Jahres 1919 zurück, als der junge Reporter Augenzeuge einer Auseinandersetzung in einem Hotel wurde, die zur Flucht eines Mannes über die Häuserdächer führte. Eine anwachsende Menge braver Bürger verfolgte das Geschehen auf der Straße und forderte nach Gerüchten, es handle sich um einen deutschen Spion, frenetisch seinen Kopf. Erst der Einsatz von Polizei und Feuerwehr beendete die Menschenhatz. Die Begebenheit verfolgte Simenon lange und führte laut Pierre Assouline zu einer regelrechten Phobie des Autors vor aufgeputschten Menschenmassen. Auch in späteren Romanen wie Chez Krull oder Schwarzer Regen griff Simenon das Thema der Lynchjustiz auf.

## Interpretation
Laut Thomas Narcejac ist Die Verlobung des Monsieur Hire ein Roman mit einer nur rudimentär beschriebenen Hauptfigur, der vollständig aus „Atmosphäre“ bestehe. Patrick Marnham fasst die einfache Handlung in einem Satz zusammen: Die Obsession Monsieur Hires für ein junges Dienstmädchen erlaubt es diesem, ihm einen Mord anzuhängen. Darüber hinaus enthalte der Roman jedoch viele für Simenon typische Themen: die Menschen auf den Pariser Straßen, das gedrängte Zusammenleben in einer Mietskaserne, die Mühsal der kleinen Leute, die Mischung von Aufregung und Hoffnung, die auf einem Bahnhof herrscht, die Routine eines Bordells und die Ermittlungsmethoden der Polizei. Letztere unterscheiden sich wesentlich von den Methoden Maigrets: Die Inspektoren trinken, flirten mit dem Dienstmädchen, schlafen auf Hires Bett und sind nur zu gerne bereit, der falschen Denunziation zu glauben und alle Indizien gegen den Verdächtigen auszulegen. Das Bild der Polizei wirkt gleichzeitig düsterer und realistischer als in der Maigret-Reihe.
Stanley G. Eskin sieht den Roman ganz in der Tradition Gogols, allerdings ohne dessen Vorliebe für Schnurren. Monsieur Hire sei „vielleicht die geknechtetste, entfremdetste und elendste“ Romanfigur, die Simenon in seinem Frühwerk geschaffen habe. Er führe ein armseliges Leben unter den kleinen Leuten, denen er nur zu gerne angehören möchte und zu denen er dennoch furchtsam Abstand halte. Mit der Liebe Hires zum Dienstmädchen breche eine Aufwallung von Pathos in das Leben des Einzelgängers ein. Doch der Traum einer familiären Bindung erweise sich als unerfüllbar und klinge lediglich im Titel des Romans ironisch nach. Schließlich nehme der geschlagene Hire seine Opferrolle mit einer Christus-gleichen Ergebenheit an. Nachdem es Hire sein Leben lang nicht gelungen sei, in der geschlossenen Gesellschaft seiner Mitmenschen „seine Existenz zu rechtfertigen und seine Würde zu finden“, bedeutet laut Peter Kaiser das gemeinsame Leben mit Alice für ihn die letzte Chance, auf die er alles setzt. Die Todesursache Herzstillstand übersetzt Andreas Kilb dann auch als: Monsieur Hire stirbt „an gebrochenem Herzen“. Am Ende, als er am Hausdach hängt, verkehren sich für Tilman Spreckelsen die Vorzeichen für den Voyeur: „Nun ist er es, dem die Blicke aller Nachbarn gelten, ohne dass es irgendein Versteck für ihn gäbe.“
Pierre Assouline untersucht das widersprüchliche Judenbild Simenons. Dieser hatte als junger Journalist für die rechtsgerichtete Gazette de Liège eine Serie von antisemitischen Artikeln unter dem Titel Die jüdische Gefahr verfasst. Obwohl diese Artikel atypisch für seine sonstige journalistische Arbeit gewesen seien, finden sich auch im literarischen Frühwerk stereotype Zeichnungen von jüdischen Figuren. So zeichne Die Verlobung des Monsieur Hire ein negatives Bild des jüdischstämmigen Hire, für den der Leser nur zögerlich Mitleid aufbringen könne. Eine Wandlung habe Simenons Judenbild hingegen zwanzig Jahre später in Der Buchhändler von Archangelsk erfahren, ein Roman, der gerade auch von der jüdischen Presse sehr gelobt wurde und der ein ungleich wärmeres Porträt seines jüdischen Protagonisten Jonas Milk zeichne. Lucille F. Becker sieht in den beiden Romanen zwei Variationen desselben Themas. Beide Titelhelden sind Außenseiter, die aus der Ferne den Ablauf der Welt betrachten. Beide werden eines Verbrechens bezichtigt, das sie nicht verübt haben. Beide lassen sich mit einer unmoralischen und skrupellosen Frau ein. Allerdings unterschieden sich die Personen in ihrer Verantwortung für die eigene Außenseiterrolle: Während der Buchhändler Milk existenziell daran leide, ausgestoßen zu sein, trage Monsieur Hire für seinen Status als Sonderling und Einzelgänger letztlich selbst die Verantwortung.

## Rezeption
Laut Carolin Riemer in der Ostsee-Zeitung ist Die Verlobung des Monsieur Hire eine „Geschichte, die vorgibt, ein Krimi zu sein und den französischen Charme des beginnenden 20. Jahrhunderts einfängt.“ Sie sei „[e]legant und ruhig geschrieben. So unterhaltsam, düster, voller Schuld und Schmerz, dass es dem Leser nach der Lektüre den Atem raubt.“ Für Manfred Orlick auf literaturkritik.de erweist sich Simenon im Roman „als ein meisterhafter Schilderer der menschlichen Einsamkeit, als Anwalt der Versager, der Erniedrigten und Beleidigten“. Und für den Tages-Anzeiger spürt der Autor „den Urinstinkten und -motivationen menschlichen Handelns, vielmehr: Verhaltens, nach“, während er „auf dem Höhepunkt seines literarischen Strebens angekommen“ sei.
The New York Review of Books bezeichnete den Roman zur amerikanischen Neuausgabe von 2007 als „einen der eisigsten und mitfühlendsten von Simenons außergewöhnlichen psychologischen Romanen“, in dem „das Geheimnis eines reinen Herzens in einer kompromittierten Seele“ erforscht werde. Publishers Weekly urteilte: „Dies ist eine leise, spannende Geschichte ohne Helden, Schurken und Gerechtigkeit, nur mit der Unausweichlichkeit des Schicksals.“ Benjamin Strong empfahl den Roman auf Time Out New York als „packende Strandlektüre“, die komplexer sei als die meisten existenzialistischen Thriller. Sie zeichne ein Paris zwischen den Kriegen als „moralischen Strudel, in dem Wahrheit weniger hoch im Kurs steht als das Überleben“.
Oliver Hahn von maigret.de sah Die Verlobung des Monsieur Hire „sehr flüssig und spannend erzählt“, wobei zum Schluss sogar „Action“ geboten werde. Der Roman gehörte für ihn „zu den Büchern von Simenon, die man gelesen haben muss“ und den fünf besten „Non-Maigrets“. Auch Marco Roth empfahl Die Verlobung des Monsieur Hire in The Nation Simenon-Neulingen als Einstieg. Er ging jedoch noch weiter, den Roman, der „auf umheimliche Weise die psychologischen Mechanismen des Faschismus vorausgesagt“ habe, als „Pflichtlektüre für jeden amerikanischen Geheimdienstoffizier“ vorzuschlagen, „der ‚Informanten‘ vertraut, um verdächtige Terroristen auszuwählen“.
Der Roman wurde insgesamt dreimal verfilmt. Im Jahr 1946 setzte Julien Duvivier die Vorlage mit Michel Simon und Viviane Romance unter dem Titel Panique (deutsch: Panik) um. Ein Jahr später folgte der portugiesische Spielfilm Barrio von Ladislao Vajda. Patrice Leconte griff  den Stoff 1989 im Spielfilm Monsieur Hire (deutsch: Die Verlobung Des Monsieur Hire) erneut auf. Die Hauptrollen übernahmen Michel Blanc und Sandrine Bonnaire. Im Jahr 1999 veröffentlichte der Audiobuch Verlag eine Hörbuchfassung des Romans, die Hans-Peter Bögel einlas. 2020 folgte beim Audio Verlag eine Lesung der Neuübersetzung von Benno Fürmann.

## Ausgaben
- Georges Simenon: Les Fiançailles de Mr. Hire. Fayard, Paris 1933 (Erstausgabe).
- Georges Simenon: Die Verlobung des Monsieur Hire. Übersetzung: Linde Birk. Diogenes, Zürich 1978, ISBN 3-257-01561-5.
- Georges Simenon: Die Verlobung des Monsieur Hire. Ausgewählte Romane in 50 Bänden, Band 1. Übersetzung: Linde Birk. Diogenes, Zürich 2010, ISBN 978-3-257-24101-3.
- Georges Simenon: Die Verlobung des Monsieur Hire. Die großen Romane, Band 3. Übersetzung: Grete Osterwald. Kampa, Zürich 2020, ISBN 978-3-311-13303-2.